# Critérium del Dauphiné 2017
La 69.ª edición del Critérium del Dauphiné fue una carrera de ciclismo en ruta por etapas que se celebró entre el 4 y el 11 de junio de 2017 en Francia sobre un recorrido de 1151,5 kilómetros con inicio en la ciudad de Saint-Étienne, y final en el puerto de Plateau de Solaison.
La carrera formó parte del UCI WorldTour 2017, siendo la vigésimo tercera competición del calendario de máxima categoría mundial.
La carrera fue ganada por el corredor danés Jakob Fuglsang del equipo Astana, en segundo lugar Richie Porte (BMC) y en tercer lugar Dan Martin (Quick-Step Floors).

## Equipos participantes
Tomaron parte en la carrera 22 equipos: 18 de categoría UCI WorldTour 2017 invitados por la organización; 4 de categoría Profesional Continental. Formando así un pelotón de 176 ciclistas de los que acabaron 125. Los equipos participantes fueron:
| WorldTeams (18)- AG2R La Mondiale - Astana - Bahrain-Merida - BMC Racing Team - Bora-Hansgrohe - Cannondale-Drapac - Dimension Data - FDJ - Katusha-Alpecin - Lotto NL-Jumbo - Lotto-Soudal - Movistar Team - Orica-Scott - Quick-Step Floors - Sky - Team Sunweb - Trek-Segafredo - UAE Team Emirates Equipos continentales profesionales (4)- Cofidis, Solutions Crédits - Delko Marseille Provence KTM - Direct Énergie - Wanty-Groupe Gobert |
| |

## Recorrido
El Critérium del Dauphiné inició su recorrido en la ciudad de Saint-Étienne con tres vueltas de un circuito final duro con la subida a Rochetaillée, luego en las siguientes etapas los velocistas pudieron disfrutar de dos etapas en Saint-Chamond y Le Chambon-sur-Lignon antes de dejar el escenario a los corredores en la Contrarreloj individual de 23,5 kilómetros entre las ciudades de La Tour-du-Pin y Bourgoin-Jallieu. Finalmente en las tres etapas de cierre, los ciclistas pasaron por el Mont du Chat en la 6ª etapa, con una subida de casi 9 kilómetros de largo para un desnivel medio superior al 10%. Los protagonistas aprenderán de esta experiencia porque la subida también se incluirá en la 9ª etapa del Tour de Francia 2017. La cereza del pastel fue la 7ª etapa con la subida al Alpe d'Huez, la mítica montaña en los alpes franceses con 1850 metros de altitud y sus 21 curvas de herraduras, con una pendiente media del 8,2% y una pendiente máxima del 11,5%. Finalmente, la última etapa es una auténtica etapa reina, con tres premios de montaña previas para ascender hacia el Col des Saisies, Col des Aravis, Col de la Colombière, y por último, la ascensión de 11,3 kilómetros al Plateau de Solaison con una pendiente media de 9,2% de media, donde los pretendientes a la corona mostraron toda su forma en la ascensión final.
| Etapa     | Fecha     | Recorrido                            | type                    | Distancia (km) | Ganador         | Líder           |
| --------- | --------- | ------------------------------------ | ----------------------- | -------------- | --------------- | --------------- |
| 1.ª etapa | 4 de jun  | Saint-Étienne – Saint-Étienne        | etapa escarpada         | 170            | Thomas de Gendt | Thomas de Gendt |
| 2.ª etapa | 5 de jun  | Saint-Chamond – Arlanc               | etapa escarpada         | 171            | Arnaud Démare   | Thomas de Gendt |
| 3.ª etapa | 6 de jun  | Le Chambon-sur-Lignon – Tullins      | etapa llana             | 184            | Koen Bouwman    | Thomas de Gendt |
| 4.ª etapa | 7 de jun  | La Tour-du-Pin – Bourgoin-Jallieu    | contrarreloj individual | 23,5           | Richie Porte    | Thomas de Gendt |
| 5.ª etapa | 8 de jun  | La Tour-de-Salvagny – Mâcon          | etapa llana             | 175            | Phil Bauhaus    | Thomas de Gendt |
| 6.ª etapa | 9 de jun  | Parc des oiseaux – La Motte-Servolex | etapa de media montaña  | 145,5          | Jakob Fuglsang  | Richie Porte    |
| 7.ª etapa | 10 de jun | Aoste – Alpe d'Huez                  | etapa de montaña        | 167,5          | Peter Kennaugh  | Richie Porte    |
| 8.ª etapa | 11 de jun | Albertville – Plateau de Solaison    | etapa de montaña        | 115            | Jakob Fuglsang  | Jakob Fuglsang  |

## Desarrollo de la carrera

### Etapa 1
| \| Clasificación de la etapa \| Clasificación de la etapa \| Clasificación de la etapa \| Clasificación de la etapa \| Clasificación de la etapa \| \| Ciclista \| Ciclista \| Equipo \| Tiempo \| \| \| ------------------------- \| ------------------------- \| -------------------------- \| ------------------------- \| ------------------------- \| \| 1.º \| Thomas de Gendt \| Lotto-Soudal \| 4 h 17 min 04 s \| \| \| 2.º \| Axel Domont \| AG2R La Mondiale \| + 44 s \| \| \| 3.º \| Diego Ulissi \| UAE Team Emirates \| + 57 s \| \| \| 4.º \| Pierre Latour \| AG2R La Mondiale \| + 57 s \| \| \| 5.º \| Emanuel Buchmann \| Bora-Hansgrohe \| + 57 s \| \| \| 6.º \| Sonny Colbrelli \| Bahrain-Merida \| + 59 s \| \| \| 7.º \| Julien Simon \| Cofidis, Solutions Crédits \| + 59 s \| \| \| 8.º \| Alejandro Valverde \| Movistar Team \| + 59 s \| \| \| 9.º \| Benjamin Swift \| UAE Team Emirates \| + 59 s \| \| \| 10.º \| Michael Valgren \| Astana \| + 59 s \| \| |                    |                            |                 |
| |                    |                            |                 |
| |                    |                            |                 |
| Clasificación de la etapa |                    |                            |                 |
| Ciclista | Ciclista           | Equipo                     | Tiempo          |
| 1.º | Thomas de Gendt    | Lotto-Soudal               | 4 h 17 min 04 s |
| 2.º | Axel Domont        | AG2R La Mondiale           | + 44 s          |
| 3.º | Diego Ulissi       | UAE Team Emirates          | + 57 s          |
| 4.º | Pierre Latour      | AG2R La Mondiale           | + 57 s          |
| 5.º | Emanuel Buchmann   | Bora-Hansgrohe             | + 57 s          |
| 6.º | Sonny Colbrelli    | Bahrain-Merida             | + 59 s          |
| 7.º | Julien Simon       | Cofidis, Solutions Crédits | + 59 s          |
| 8.º | Alejandro Valverde | Movistar Team              | + 59 s          |
| 9.º | Benjamin Swift     | UAE Team Emirates          | + 59 s          |
| 10.º | Michael Valgren    | Astana                     | + 59 s          |

| \| Clasificación general \| Clasificación general \| Clasificación general \| Clasificación general \| Clasificación general \| \| Ciclista \| Ciclista \| Equipo \| Tiempo \| \| \| --------------------- \| --------------------- \| -------------------------- \| --------------------- \| --------------------- \| \| 1.º \| Thomas de Gendt \| Lotto-Soudal \| 4 h 16 min 54 s \| \| \| 2.º \| Axel Domont \| AG2R La Mondiale \| + 48 s \| \| \| 3.º \| Diego Ulissi \| UAE Team Emirates \| + 1 min 03 s \| \| \| 4.º \| Pierre Latour \| AG2R La Mondiale \| + 1 min 07 s \| \| \| 5.º \| Emanuel Buchmann \| Bora-Hansgrohe \| + 1 min 07 s \| \| \| 6.º \| Sonny Colbrelli \| Bahrain-Merida \| + 1 min 09 s \| \| \| 7.º \| Julien Simon \| Cofidis, Solutions Crédits \| + 1 min 09 s \| \| \| 8.º \| Alejandro Valverde \| Movistar Team \| + 1 min 09 s \| \| \| 9.º \| Benjamin Swift \| UAE Team Emirates \| + 1 min 09 s \| \| \| 10.º \| Michael Valgren \| Astana \| + 1 min 09 s \| \| |                    |                            |                 |
| |                    |                            |                 |
| |                    |                            |                 |
| Clasificación general |                    |                            |                 |
| Ciclista | Ciclista           | Equipo                     | Tiempo          |
| 1.º | Thomas de Gendt    | Lotto-Soudal               | 4 h 16 min 54 s |
| 2.º | Axel Domont        | AG2R La Mondiale           | + 48 s          |
| 3.º | Diego Ulissi       | UAE Team Emirates          | + 1 min 03 s    |
| 4.º | Pierre Latour      | AG2R La Mondiale           | + 1 min 07 s    |
| 5.º | Emanuel Buchmann   | Bora-Hansgrohe             | + 1 min 07 s    |
| 6.º | Sonny Colbrelli    | Bahrain-Merida             | + 1 min 09 s    |
| 7.º | Julien Simon       | Cofidis, Solutions Crédits | + 1 min 09 s    |
| 8.º | Alejandro Valverde | Movistar Team              | + 1 min 09 s    |
| 9.º | Benjamin Swift     | UAE Team Emirates          | + 1 min 09 s    |
| 10.º | Michael Valgren    | Astana                     | + 1 min 09 s    |

### Etapa 2
| \| Clasificación de la etapa \| Clasificación de la etapa \| Clasificación de la etapa \| Clasificación de la etapa \| Clasificación de la etapa \| \| Ciclista \| Ciclista \| Equipo \| Tiempo \| \| \| ------------------------- \| ------------------------- \| -------------------------- \| ------------------------- \| ------------------------- \| \| 1.º \| Arnaud Démare \| FDJ \| 4 h 13 min 53 s \| \| \| 2.º \| Alexander Kristoff \| Katusha-Alpecin \| + 0 s \| \| \| 3.º \| Nacer Bouhanni \| Cofidis, Solutions Crédits \| + 0 s \| \| \| 4.º \| Sonny Colbrelli \| Bahrain-Merida \| + 0 s \| \| \| 5.º \| Phil Bauhaus \| Team Sunweb \| + 0 s \| \| \| 6.º \| Edvald Boasson Hagen \| Dimension Data \| + 0 s \| \| \| 7.º \| Benjamin Swift \| UAE Team Emirates \| + 0 s \| \| \| 8.º \| Pascal Ackermann \| Bora-Hansgrohe \| + 0 s \| \| \| 9.º \| Alberto Bettiol \| Cannondale-Drapac \| + 0 s \| \| \| 10.º \| Bryan Coquard \| Direct Énergie \| + 0 s \| \| |                      |                            |                 |
| |                      |                            |                 |
| |                      |                            |                 |
| Clasificación de la etapa |                      |                            |                 |
| Ciclista | Ciclista             | Equipo                     | Tiempo          |
| 1.º | Arnaud Démare        | FDJ                        | 4 h 13 min 53 s |
| 2.º | Alexander Kristoff   | Katusha-Alpecin            | + 0 s           |
| 3.º | Nacer Bouhanni       | Cofidis, Solutions Crédits | + 0 s           |
| 4.º | Sonny Colbrelli      | Bahrain-Merida             | + 0 s           |
| 5.º | Phil Bauhaus         | Team Sunweb                | + 0 s           |
| 6.º | Edvald Boasson Hagen | Dimension Data             | + 0 s           |
| 7.º | Benjamin Swift       | UAE Team Emirates          | + 0 s           |
| 8.º | Pascal Ackermann     | Bora-Hansgrohe             | + 0 s           |
| 9.º | Alberto Bettiol      | Cannondale-Drapac          | + 0 s           |
| 10.º | Bryan Coquard        | Direct Énergie             | + 0 s           |

| \| Clasificación general \| Clasificación general \| Clasificación general \| Clasificación general \| Clasificación general \| \| Ciclista \| Ciclista \| Equipo \| Tiempo \| \| \| --------------------- \| --------------------- \| -------------------------- \| --------------------- \| --------------------- \| \| 1.º \| Thomas de Gendt \| Lotto-Soudal \| 8 h 30 min 47 s \| \| \| 2.º \| Axel Domont \| AG2R La Mondiale \| + 48 s \| \| \| 3.º \| Diego Ulissi \| UAE Team Emirates \| + 1 min 03 s \| \| \| 4.º \| Pierre Latour \| AG2R La Mondiale \| + 1 min 07 s \| \| \| 5.º \| Emanuel Buchmann \| Bora-Hansgrohe \| + 1 min 07 s \| \| \| 6.º \| Sonny Colbrelli \| Bahrain-Merida \| + 1 min 09 s \| \| \| 7.º \| Benjamin Swift \| UAE Team Emirates \| + 1 min 09 s \| \| \| 8.º \| Alberto Bettiol \| Cannondale-Drapac \| + 1 min 09 s \| \| \| 9.º \| Tony Gallopin \| Lotto-Soudal \| + 1 min 09 s \| \| \| 10.º \| Julien Simon \| Cofidis, Solutions Crédits \| + 1 min 09 s \| \| |                  |                            |                 |
| |                  |                            |                 |
| |                  |                            |                 |
| Clasificación general |                  |                            |                 |
| Ciclista | Ciclista         | Equipo                     | Tiempo          |
| 1.º | Thomas de Gendt  | Lotto-Soudal               | 8 h 30 min 47 s |
| 2.º | Axel Domont      | AG2R La Mondiale           | + 48 s          |
| 3.º | Diego Ulissi     | UAE Team Emirates          | + 1 min 03 s    |
| 4.º | Pierre Latour    | AG2R La Mondiale           | + 1 min 07 s    |
| 5.º | Emanuel Buchmann | Bora-Hansgrohe             | + 1 min 07 s    |
| 6.º | Sonny Colbrelli  | Bahrain-Merida             | + 1 min 09 s    |
| 7.º | Benjamin Swift   | UAE Team Emirates          | + 1 min 09 s    |
| 8.º | Alberto Bettiol  | Cannondale-Drapac          | + 1 min 09 s    |
| 9.º | Tony Gallopin    | Lotto-Soudal               | + 1 min 09 s    |
| 10.º | Julien Simon     | Cofidis, Solutions Crédits | + 1 min 09 s    |

### Etapa 3
| \| Clasificación de la etapa \| Clasificación de la etapa \| Clasificación de la etapa \| Clasificación de la etapa \| Clasificación de la etapa \| \| Ciclista \| Ciclista \| Equipo \| Tiempo \| \| \| ------------------------- \| ------------------------- \| ---------------------------- \| ------------------------- \| ------------------------- \| \| 1.º \| Koen Bouwman \| LottoNL-Jumbo \| 4 h 06 min 06 s \| \| \| 2.º \| Evaldas Šiškevicius \| Delko-Marseille Provence-KTM \| + 0 s \| \| \| 3.º \| Frederik Backaert \| Wanty-Groupe Gobert \| + 0 s \| \| \| 4.º \| Bryan Nauleau \| Direct Énergie \| + 0 s \| \| \| 5.º \| Alexey Vermeulen \| LottoNL-Jumbo \| + 0 s \| \| \| 6.º \| Quentin Pacher \| Delko-Marseille Provence-KTM \| + 0 s \| \| \| 7.º \| Arnaud Démare \| FDJ \| + 11 s \| \| \| 8.º \| Bryan Coquard \| Direct Énergie \| + 11 s \| \| \| 9.º \| Pascal Ackermann \| Bora-Hansgrohe \| + 11 s \| \| \| 10.º \| Phil Bauhaus \| Team Sunweb \| + 11 s \| \| |                     |                              |                 |
| |                     |                              |                 |
| |                     |                              |                 |
| Clasificación de la etapa |                     |                              |                 |
| Ciclista | Ciclista            | Equipo                       | Tiempo          |
| 1.º | Koen Bouwman        | LottoNL-Jumbo                | 4 h 06 min 06 s |
| 2.º | Evaldas Šiškevicius | Delko-Marseille Provence-KTM | + 0 s           |
| 3.º | Frederik Backaert   | Wanty-Groupe Gobert          | + 0 s           |
| 4.º | Bryan Nauleau       | Direct Énergie               | + 0 s           |
| 5.º | Alexey Vermeulen    | LottoNL-Jumbo                | + 0 s           |
| 6.º | Quentin Pacher      | Delko-Marseille Provence-KTM | + 0 s           |
| 7.º | Arnaud Démare       | FDJ                          | + 11 s          |
| 8.º | Bryan Coquard       | Direct Énergie               | + 11 s          |
| 9.º | Pascal Ackermann    | Bora-Hansgrohe               | + 11 s          |
| 10.º | Phil Bauhaus        | Team Sunweb                  | + 11 s          |

| \| Clasificación general \| Clasificación general \| Clasificación general \| Clasificación general \| Clasificación general \| \| Ciclista \| Ciclista \| Equipo \| Tiempo \| \| \| --------------------- \| --------------------- \| --------------------- \| --------------------- \| --------------------- \| \| 1.º \| Thomas de Gendt \| Lotto-Soudal \| 12 h 37 min 04 s \| \| \| 2.º \| Axel Domont \| AG2R La Mondiale \| + 48 s \| \| \| 3.º \| Diego Ulissi \| UAE Team Emirates \| + 1 min 03 s \| \| \| 4.º \| Pierre Latour \| AG2R La Mondiale \| + 1 min 07 s \| \| \| 5.º \| Emanuel Buchmann \| Bora-Hansgrohe \| + 1 min 07 s \| \| \| 6.º \| Sonny Colbrelli \| Bahrain-Merida \| + 1 min 09 s \| \| \| 7.º \| Benjamin Swift \| UAE Team Emirates \| + 1 min 09 s \| \| \| 8.º \| Alejandro Valverde \| Movistar Team \| + 1 min 09 s \| \| \| 9.º \| Tony Gallopin \| Lotto-Soudal \| + 1 min 09 s \| \| \| 10.º \| Guillaume Martin \| Wanty-Groupe Gobert \| + 1 min 09 s \| \| |                    |                     |                  |
| |                    |                     |                  |
| |                    |                     |                  |
| Clasificación general |                    |                     |                  |
| Ciclista | Ciclista           | Equipo              | Tiempo           |
| 1.º | Thomas de Gendt    | Lotto-Soudal        | 12 h 37 min 04 s |
| 2.º | Axel Domont        | AG2R La Mondiale    | + 48 s           |
| 3.º | Diego Ulissi       | UAE Team Emirates   | + 1 min 03 s     |
| 4.º | Pierre Latour      | AG2R La Mondiale    | + 1 min 07 s     |
| 5.º | Emanuel Buchmann   | Bora-Hansgrohe      | + 1 min 07 s     |
| 6.º | Sonny Colbrelli    | Bahrain-Merida      | + 1 min 09 s     |
| 7.º | Benjamin Swift     | UAE Team Emirates   | + 1 min 09 s     |
| 8.º | Alejandro Valverde | Movistar Team       | + 1 min 09 s     |
| 9.º | Tony Gallopin      | Lotto-Soudal        | + 1 min 09 s     |
| 10.º | Guillaume Martin   | Wanty-Groupe Gobert | + 1 min 09 s     |

### Etapa 4
| \| Clasificación de la etapa \| Clasificación de la etapa \| Clasificación de la etapa \| Clasificación de la etapa \| Clasificación de la etapa \| \| Ciclista \| Ciclista \| Equipo \| Tiempo \| \| \| ------------------------- \| ------------------------- \| ------------------------- \| ------------------------- \| ------------------------- \| \| 1.º \| Richie Porte \| BMC Racing Team \| 28 min 07 s \| \| \| 2.º \| Tony Martin \| Katusha-Alpecin \| + 12 s \| \| \| 3.º \| Alejandro Valverde \| Movistar Team \| + 24 s \| \| \| 4.º \| Stef Clement \| LottoNL-Jumbo \| + 28 s \| \| \| 5.º \| Chad Haga \| Team Sunweb \| + 32 s \| \| \| 6.º \| Jasha Sütterlin \| Movistar Team \| + 32 s \| \| \| 7.º \| Alberto Contador \| Trek-Segafredo \| + 35 s \| \| \| 8.º \| Chris Froome \| Team Sky \| + 37 s \| \| \| 9.º \| Thomas de Gendt \| Lotto-Soudal \| + 42 s \| \| \| 10.º \| Brent Bookwalter \| BMC Racing Team \| + 45 s \| \| |                    |                 |             |
| |                    |                 |             |
| |                    |                 |             |
| Clasificación de la etapa |                    |                 |             |
| Ciclista | Ciclista           | Equipo          | Tiempo      |
| 1.º | Richie Porte       | BMC Racing Team | 28 min 07 s |
| 2.º | Tony Martin        | Katusha-Alpecin | + 12 s      |
| 3.º | Alejandro Valverde | Movistar Team   | + 24 s      |
| 4.º | Stef Clement       | LottoNL-Jumbo   | + 28 s      |
| 5.º | Chad Haga          | Team Sunweb     | + 32 s      |
| 6.º | Jasha Sütterlin    | Movistar Team   | + 32 s      |
| 7.º | Alberto Contador   | Trek-Segafredo  | + 35 s      |
| 8.º | Chris Froome       | Team Sky        | + 37 s      |
| 9.º | Thomas de Gendt    | Lotto-Soudal    | + 42 s      |
| 10.º | Brent Bookwalter   | BMC Racing Team | + 45 s      |

| \| Clasificación general \| Clasificación general \| Clasificación general \| Clasificación general \| Clasificación general \| \| Ciclista \| Ciclista \| Equipo \| Tiempo \| \| \| --------------------- \| --------------------- \| --------------------- \| --------------------- \| --------------------- \| \| 1.º \| Thomas de Gendt \| Lotto-Soudal \| 13 h 05 min 53 s \| \| \| 2.º \| Richie Porte \| BMC Racing Team \| + 27 s \| \| \| 3.º \| Alejandro Valverde \| Movistar Team \| + 51 s \| \| \| 4.º \| Stef Clement \| LottoNL-Jumbo \| + 55 s \| \| \| 5.º \| Alberto Contador \| Trek-Segafredo \| + 1 min 02 s \| \| \| 6.º \| Chris Froome \| Team Sky \| + 1 min 04 s \| \| \| 7.º \| Brent Bookwalter \| BMC Racing Team \| + 1 min 12 s \| \| \| 8.º \| Jesús Herrada \| Movistar Team \| + 1 min 15 s \| \| \| 9.º \| Sam Oomen \| Team Sunweb \| + 1 min 17 s \| \| \| 10.º \| Diego Ulissi \| UAE Team Emirates \| + 1 min 22 s \| \| |                    |                   |                  |
| |                    |                   |                  |
| |                    |                   |                  |
| Clasificación general |                    |                   |                  |
| Ciclista | Ciclista           | Equipo            | Tiempo           |
| 1.º | Thomas de Gendt    | Lotto-Soudal      | 13 h 05 min 53 s |
| 2.º | Richie Porte       | BMC Racing Team   | + 27 s           |
| 3.º | Alejandro Valverde | Movistar Team     | + 51 s           |
| 4.º | Stef Clement       | LottoNL-Jumbo     | + 55 s           |
| 5.º | Alberto Contador   | Trek-Segafredo    | + 1 min 02 s     |
| 6.º | Chris Froome       | Team Sky          | + 1 min 04 s     |
| 7.º | Brent Bookwalter   | BMC Racing Team   | + 1 min 12 s     |
| 8.º | Jesús Herrada      | Movistar Team     | + 1 min 15 s     |
| 9.º | Sam Oomen          | Team Sunweb       | + 1 min 17 s     |
| 10.º | Diego Ulissi       | UAE Team Emirates | + 1 min 22 s     |

### Etapa 5
| \| Clasificación de la etapa \| Clasificación de la etapa \| Clasificación de la etapa \| Clasificación de la etapa \| Clasificación de la etapa \| \| Ciclista \| Ciclista \| Equipo \| Tiempo \| \| \| ------------------------- \| ------------------------- \| -------------------------- \| ------------------------- \| ------------------------- \| \| 1.º \| Phil Bauhaus \| Team Sunweb \| 4 h 04 min 32 s \| \| \| 2.º \| Arnaud Démare \| FDJ \| + 0 s \| \| \| 3.º \| Bryan Coquard \| Direct Énergie \| + 0 s \| \| \| 4.º \| Adrien Petit \| Direct Énergie \| + 0 s \| \| \| 5.º \| Nacer Bouhanni \| Cofidis, Solutions Crédits \| + 0 s \| \| \| 6.º \| Alexander Kristoff \| Katusha-Alpecin \| + 0 s \| \| \| 7.º \| Pascal Ackermann \| Bora-Hansgrohe \| + 0 s \| \| \| 8.º \| Edvald Boasson Hagen \| Dimension Data \| + 0 s \| \| \| 9.º \| Enrico Battaglin \| LottoNL-Jumbo \| + 0 s \| \| \| 10.º \| Oliver Naesen \| AG2R La Mondiale \| + 0 s \| \| |                      |                            |                 |
| |                      |                            |                 |
| |                      |                            |                 |
| Clasificación de la etapa |                      |                            |                 |
| Ciclista | Ciclista             | Equipo                     | Tiempo          |
| 1.º | Phil Bauhaus         | Team Sunweb                | 4 h 04 min 32 s |
| 2.º | Arnaud Démare        | FDJ                        | + 0 s           |
| 3.º | Bryan Coquard        | Direct Énergie             | + 0 s           |
| 4.º | Adrien Petit         | Direct Énergie             | + 0 s           |
| 5.º | Nacer Bouhanni       | Cofidis, Solutions Crédits | + 0 s           |
| 6.º | Alexander Kristoff   | Katusha-Alpecin            | + 0 s           |
| 7.º | Pascal Ackermann     | Bora-Hansgrohe             | + 0 s           |
| 8.º | Edvald Boasson Hagen | Dimension Data             | + 0 s           |
| 9.º | Enrico Battaglin     | LottoNL-Jumbo              | + 0 s           |
| 10.º | Oliver Naesen        | AG2R La Mondiale           | + 0 s           |

| \| Clasificación general \| Clasificación general \| Clasificación general \| Clasificación general \| Clasificación general \| \| Ciclista \| Ciclista \| Equipo \| Tiempo \| \| \| --------------------- \| --------------------- \| --------------------- \| --------------------- \| --------------------- \| \| 1.º \| Thomas de Gendt \| Lotto-Soudal \| 17 h 10 min 25 s \| \| \| 2.º \| Richie Porte \| BMC Racing Team \| + 27 s \| \| \| 3.º \| Alejandro Valverde \| Movistar Team \| + 51 s \| \| \| 4.º \| Stef Clement \| LottoNL-Jumbo \| + 55 s \| \| \| 5.º \| Alberto Contador \| Trek-Segafredo \| + 1 min 02 s \| \| \| 6.º \| Chris Froome \| Team Sky \| + 1 min 04 s \| \| \| 7.º \| Brent Bookwalter \| BMC Racing Team \| + 1 min 12 s \| \| \| 8.º \| Jesús Herrada \| Movistar Team \| + 1 min 15 s \| \| \| 9.º \| Sam Oomen \| Team Sunweb \| + 1 min 17 s \| \| \| 10.º \| Diego Ulissi \| UAE Team Emirates \| + 1 min 22 s \| \| |                    |                   |                  |
| |                    |                   |                  |
| |                    |                   |                  |
| Clasificación general |                    |                   |                  |
| Ciclista | Ciclista           | Equipo            | Tiempo           |
| 1.º | Thomas de Gendt    | Lotto-Soudal      | 17 h 10 min 25 s |
| 2.º | Richie Porte       | BMC Racing Team   | + 27 s           |
| 3.º | Alejandro Valverde | Movistar Team     | + 51 s           |
| 4.º | Stef Clement       | LottoNL-Jumbo     | + 55 s           |
| 5.º | Alberto Contador   | Trek-Segafredo    | + 1 min 02 s     |
| 6.º | Chris Froome       | Team Sky          | + 1 min 04 s     |
| 7.º | Brent Bookwalter   | BMC Racing Team   | + 1 min 12 s     |
| 8.º | Jesús Herrada      | Movistar Team     | + 1 min 15 s     |
| 9.º | Sam Oomen          | Team Sunweb       | + 1 min 17 s     |
| 10.º | Diego Ulissi       | UAE Team Emirates | + 1 min 22 s     |

### Etapa 6
| \| Clasificación de la etapa \| Clasificación de la etapa \| Clasificación de la etapa \| Clasificación de la etapa \| Clasificación de la etapa \| \| Ciclista \| Ciclista \| Equipo \| Tiempo \| \| \| ------------------------- \| ------------------------- \| ------------------------- \| ------------------------- \| ------------------------- \| \| 1.º \| Jakob Fuglsang \| Astana \| 3 h 41 min 48 s \| \| \| 2.º \| Richie Porte \| BMC Racing Team \| + 0 s \| \| \| 3.º \| Chris Froome \| Team Sky \| + 0 s \| \| \| 4.º \| Fabio Aru \| Astana \| + 0 s \| \| \| 5.º \| Alejandro Valverde \| Movistar Team \| + 50 s \| \| \| 6.º \| Daniel Martin \| Quick-Step Floors \| + 50 s \| \| \| 7.º \| Romain Bardet \| AG2R La Mondiale \| + 50 s \| \| \| 8.º \| Oliver Naesen \| AG2R La Mondiale \| + 1 min 06 s \| \| \| 9.º \| Alberto Contador \| Trek-Segafredo \| + 1 min 06 s \| \| \| 10.º \| Emanuel Buchmann \| Bora-Hansgrohe \| + 1 min 14 s \| \| |                    |                   |                 |
| |                    |                   |                 |
| |                    |                   |                 |
| Clasificación de la etapa |                    |                   |                 |
| Ciclista | Ciclista           | Equipo            | Tiempo          |
| 1.º | Jakob Fuglsang     | Astana            | 3 h 41 min 48 s |
| 2.º | Richie Porte       | BMC Racing Team   | + 0 s           |
| 3.º | Chris Froome       | Team Sky          | + 0 s           |
| 4.º | Fabio Aru          | Astana            | + 0 s           |
| 5.º | Alejandro Valverde | Movistar Team     | + 50 s          |
| 6.º | Daniel Martin      | Quick-Step Floors | + 50 s          |
| 7.º | Romain Bardet      | AG2R La Mondiale  | + 50 s          |
| 8.º | Oliver Naesen      | AG2R La Mondiale  | + 1 min 06 s    |
| 9.º | Alberto Contador   | Trek-Segafredo    | + 1 min 06 s    |
| 10.º | Emanuel Buchmann   | Bora-Hansgrohe    | + 1 min 14 s    |

| \| Clasificación general \| Clasificación general \| Clasificación general \| Clasificación general \| Clasificación general \| \| Ciclista \| Ciclista \| Equipo \| Tiempo \| \| \| --------------------- \| --------------------- \| --------------------- \| --------------------- \| --------------------- \| \| 1.º \| Richie Porte \| BMC Racing Team \| 20 h 52 min 34 s \| \| \| 2.º \| Chris Froome \| Team Sky \| + 39 s \| \| \| 3.º \| Jakob Fuglsang \| Astana \| + 1 min 15 s \| \| \| 4.º \| Alejandro Valverde \| Movistar Team \| + 1 min 20 s \| \| \| 5.º \| Fabio Aru \| Astana \| + 1 min 24 s \| \| \| 6.º \| Alberto Contador \| Trek-Segafredo \| + 1 min 47 s \| \| \| 7.º \| Daniel Martin \| Quick-Step Floors \| + 2 min 14 s \| \| \| 8.º \| Emanuel Buchmann \| Bora-Hansgrohe \| + 2 min 30 s \| \| \| 9.º \| Romain Bardet \| AG2R La Mondiale \| + 2 min 49 s \| \| \| 10.º \| Rafa Valls \| Lotto-Soudal \| + 3 min 16 s \| \| |                    |                   |                  |
| |                    |                   |                  |
| |                    |                   |                  |
| Clasificación general |                    |                   |                  |
| Ciclista | Ciclista           | Equipo            | Tiempo           |
| 1.º | Richie Porte       | BMC Racing Team   | 20 h 52 min 34 s |
| 2.º | Chris Froome       | Team Sky          | + 39 s           |
| 3.º | Jakob Fuglsang     | Astana            | + 1 min 15 s     |
| 4.º | Alejandro Valverde | Movistar Team     | + 1 min 20 s     |
| 5.º | Fabio Aru          | Astana            | + 1 min 24 s     |
| 6.º | Alberto Contador   | Trek-Segafredo    | + 1 min 47 s     |
| 7.º | Daniel Martin      | Quick-Step Floors | + 2 min 14 s     |
| 8.º | Emanuel Buchmann   | Bora-Hansgrohe    | + 2 min 30 s     |
| 9.º | Romain Bardet      | AG2R La Mondiale  | + 2 min 49 s     |
| 10.º | Rafa Valls         | Lotto-Soudal      | + 3 min 16 s     |

### Etapa 7
| \| Clasificación de la etapa \| Clasificación de la etapa \| Clasificación de la etapa \| Clasificación de la etapa \| Clasificación de la etapa \| \| Ciclista \| Ciclista \| Equipo \| Tiempo \| \| \| ------------------------- \| ------------------------- \| ------------------------- \| ------------------------- \| ------------------------- \| \| 1.º \| Peter Kennaugh \| Team Sky \| 4 h 43 min 59 s \| \| \| 2.º \| Benjamin Swift \| UAE Team Emirates \| + 13 s \| \| \| 3.º \| Jesús Herrada \| Movistar Team \| + 1 min 11 s \| \| \| 4.º \| Jelle Vanendert \| Lotto-Soudal \| + 1 min 13 s \| \| \| 5.º \| Romain Bardet \| AG2R La Mondiale \| + 1 min 14 s \| \| \| 6.º \| Richie Porte \| BMC Racing Team \| + 1 min 56 s \| \| \| 7.º \| Jakob Fuglsang \| Astana \| + 1 min 56 s \| \| \| 8.º \| Andrew Talansky \| Cannondale-Drapac \| + 2 min 04 s \| \| \| 9.º \| Alberto Contador \| Trek-Segafredo \| + 2 min 04 s \| \| \| 10.º \| Fabio Aru \| Astana \| + 2 min 13 s \| \| |                  |                   |                 |
| |                  |                   |                 |
| |                  |                   |                 |
| Clasificación de la etapa |                  |                   |                 |
| Ciclista | Ciclista         | Equipo            | Tiempo          |
| 1.º | Peter Kennaugh   | Team Sky          | 4 h 43 min 59 s |
| 2.º | Benjamin Swift   | UAE Team Emirates | + 13 s          |
| 3.º | Jesús Herrada    | Movistar Team     | + 1 min 11 s    |
| 4.º | Jelle Vanendert  | Lotto-Soudal      | + 1 min 13 s    |
| 5.º | Romain Bardet    | AG2R La Mondiale  | + 1 min 14 s    |
| 6.º | Richie Porte     | BMC Racing Team   | + 1 min 56 s    |
| 7.º | Jakob Fuglsang   | Astana            | + 1 min 56 s    |
| 8.º | Andrew Talansky  | Cannondale-Drapac | + 2 min 04 s    |
| 9.º | Alberto Contador | Trek-Segafredo    | + 2 min 04 s    |
| 10.º | Fabio Aru        | Astana            | + 2 min 13 s    |

| \| Clasificación general \| Clasificación general \| Clasificación general \| Clasificación general \| Clasificación general \| \| Ciclista \| Ciclista \| Equipo \| Tiempo \| \| \| --------------------- \| --------------------- \| --------------------- \| --------------------- \| --------------------- \| \| 1.º \| Richie Porte \| BMC Racing Team \| 25 h 38 min 29 s \| \| \| 2.º \| Chris Froome \| Team Sky \| + 1 min 02 s \| \| \| 3.º \| Jakob Fuglsang \| Astana \| + 1 min 15 s \| \| \| 4.º \| Fabio Aru \| Astana \| + 1 min 41 s \| \| \| 5.º \| Alejandro Valverde \| Movistar Team \| + 1 min 43 s \| \| \| 6.º \| Romain Bardet \| AG2R La Mondiale \| + 2 min 07 s \| \| \| 7.º \| Alberto Contador \| Trek-Segafredo \| + 2 min 15 s \| \| \| 8.º \| Daniel Martin \| Quick-Step Floors \| + 2 min 31 s \| \| \| 9.º \| Emanuel Buchmann \| Bora-Hansgrohe \| + 2 min 53 s \| \| \| 10.º \| Andrew Talansky \| Cannondale-Drapac \| + 3 min 43 s \| \| |                    |                   |                  |
| |                    |                   |                  |
| |                    |                   |                  |
| Clasificación general |                    |                   |                  |
| Ciclista | Ciclista           | Equipo            | Tiempo           |
| 1.º | Richie Porte       | BMC Racing Team   | 25 h 38 min 29 s |
| 2.º | Chris Froome       | Team Sky          | + 1 min 02 s     |
| 3.º | Jakob Fuglsang     | Astana            | + 1 min 15 s     |
| 4.º | Fabio Aru          | Astana            | + 1 min 41 s     |
| 5.º | Alejandro Valverde | Movistar Team     | + 1 min 43 s     |
| 6.º | Romain Bardet      | AG2R La Mondiale  | + 2 min 07 s     |
| 7.º | Alberto Contador   | Trek-Segafredo    | + 2 min 15 s     |
| 8.º | Daniel Martin      | Quick-Step Floors | + 2 min 31 s     |
| 9.º | Emanuel Buchmann   | Bora-Hansgrohe    | + 2 min 53 s     |
| 10.º | Andrew Talansky    | Cannondale-Drapac | + 3 min 43 s     |

### Etapa 8
| \| Clasificación de la etapa \| Clasificación de la etapa \| Clasificación de la etapa \| Clasificación de la etapa \| Clasificación de la etapa \| \| Ciclista \| Ciclista \| Equipo \| Tiempo \| \| \| ------------------------- \| ------------------------- \| ------------------------- \| ------------------------- \| ------------------------- \| \| 1.º \| Jakob Fuglsang \| Astana \| 3 h 26 min 20 s \| \| \| 2.º \| Daniel Martin \| Quick-Step Floors \| + 12 s \| \| \| 3.º \| Louis Meintjes \| UAE Team Emirates \| + 27 s \| \| \| 4.º \| Emanuel Buchmann \| Bora-Hansgrohe \| + 44 s \| \| \| 5.º \| Fabio Aru \| Astana \| + 1 min 01 s \| \| \| 6.º \| Romain Bardet \| AG2R La Mondiale \| + 1 min 02 s \| \| \| 7.º \| Richie Porte \| BMC Racing Team \| + 1 min 15 s \| \| \| 8.º \| Chris Froome \| Team Sky \| + 1 min 36 s \| \| \| 9.º \| Rafa Valls \| Lotto-Soudal \| + 1 min 41 s \| \| \| 10.º \| Alejandro Valverde \| Movistar Team \| + 3 min 30 s \| \| |                    |                   |                 |
| |                    |                   |                 |
| |                    |                   |                 |
| Clasificación de la etapa |                    |                   |                 |
| Ciclista | Ciclista           | Equipo            | Tiempo          |
| 1.º | Jakob Fuglsang     | Astana            | 3 h 26 min 20 s |
| 2.º | Daniel Martin      | Quick-Step Floors | + 12 s          |
| 3.º | Louis Meintjes     | UAE Team Emirates | + 27 s          |
| 4.º | Emanuel Buchmann   | Bora-Hansgrohe    | + 44 s          |
| 5.º | Fabio Aru          | Astana            | + 1 min 01 s    |
| 6.º | Romain Bardet      | AG2R La Mondiale  | + 1 min 02 s    |
| 7.º | Richie Porte       | BMC Racing Team   | + 1 min 15 s    |
| 8.º | Chris Froome       | Team Sky          | + 1 min 36 s    |
| 9.º | Rafa Valls         | Lotto-Soudal      | + 1 min 41 s    |
| 10.º | Alejandro Valverde | Movistar Team     | + 3 min 30 s    |

## Clasificaciones finales
- Las clasificaciones finalizaron de la siguiente forma:[7]

### Clasificación general
|  | Pos. |  | Ciclista           | Equipo            | Tiempo           |  | Diferencia   |  |
|  | ---- |  | ------------------ | ----------------- | ---------------- |  | ------------ |  |
|  | 1.º  |  | Jakob Fuglsang     | Astana            | 29 h 05 min 54 s |  |              |  |
|  | 2.°  |  | Richie Porte       | BMC Racing        | 29 h 06 min 04 s |  | a 10 s       |  |
|  | 3.°  |  | Dan Martin         | Quick-Step Floors | 29 h 07 min 26 s |  | a 1 min 32 s |  |
|  | 4.°  |  | Chris Froome       | Sky               | 29 h 07 min 27 s |  | a 1 min 33 s |  |
|  | 5.°  |  | Fabio Aru          | Astana            | 29 h 07 min 31 s |  | a 1 min 37 s |  |
|  | 6.°  |  | Romain Bardet      | Ag2r La Mondiale  | 29 h 07 min 58 s |  | a 2 min 04 s |  |
|  | 7.°  |  | Emanuel Buchmann   | Bora-Hansgrohe    | 29 h 08 min 26 s |  | a 2 min 32 s |  |
|  | 8.°  |  | Louis Meintjes     | UAE Emirates      | 29 h 09 min 06 s |  | a 3 min 12 s |  |
|  | 9.°  |  | Alejandro Valverde | Movistar          | 29 h 10 min 02 s |  | a 4 min 08 s |  |
|  | 10.° |  | Rafael Valls       | Lotto Soudal      | 29 h 10 min 34 s |  | a 4 min 40 s |  |
|  |      |  |                    |                   |                  |  |              |  |

### Clasificación por puntos
|  | Pos. |  | Ciclista       | Equipo         | Puntos |  |
|  | ---- |  | -------------- | -------------- | ------ |  |
|  | 1.º  |  | Arnaud Démare  | FDJ            | 59     |  |
|  | 2.°  |  | Phil Bauhaus   | Sunweb         | 47     |  |
|  | 3.°  |  | Richie Porte   | BMC Racing     | 36     |  |
|  | 4.°  |  | Bryan Coquard  | Direct Énergie | 36     |  |
|  | 5.°  |  | Jakob Fuglsang | Astana         | 34     |  |
|  |      |  |                |                |        |  |

### Clasificación de la montaña
|  | Pos. |  | Ciclista       | Equipo            | Puntos |  |
|  | ---- |  | -------------- | ----------------- | ------ |  |
|  | 1.º  |  | Koen Bouwman   | LottoNL-Jumbo     | 44     |  |
|  | 2.°  |  | Ben Swift      | UAE Emirates      | 29     |  |
|  | 3.°  |  | Fabio Aru      | Astana            | 29     |  |
|  | 4.°  |  | Jakob Fuglsang | Astana            | 26     |  |
|  | 5.°  |  | Dan Martin     | Quick-Step Floors | 24     |  |
|  |      |  |                |                   |        |  |

### Clasificación de los jóvenes
|  | Pos. |  | Ciclista         | Equipo         | Tiempo           |  | Diferencia   |  |
|  | ---- |  | ---------------- | -------------- | ---------------- |  | ------------ |  |
|  | 1.º  |  | Emanuel Buchmann | Bora-Hansgrohe | 29 h 08 min 26 s |  |              |  |
|  | 2.°  |  | Louis Meintjes   | UAE Emirates   | 29 h 09 min 06 s |  | a 40 s       |  |
|  | 3.°  |  | Tiesj Benoot     | Lotto Soudal   | 29 h 13 min 57 s |  | a 5 min 31 s |  |
|  |      |  |                  |                |                  |  |              |  |

### Clasificación por equipos
| Pos. |  | Equipo           | Tiempo           |  | Diferencia   |  |
| ---- |  | ---------------- | ---------------- |  | ------------ |  |
| 1.º  |  | Ag2r La Mondiale | 87 h 44 min 22 s |  |              |  |
| 2.°  |  | Lotto Soudal     | 87 h 51 min 49 s |  | a 7 min 27 s |  |
| 3.°  |  | Astana           | 87 h 52 min 58 s |  | a 8 min 36 s |  |

## Evolución de las clasificaciones
| Etapa (Vencedor)              | Clasificación general | Clasificación de la montaña | Clasificación por puntos | Clasificación de los jóvenes | Clasificación por equipos |
| ----------------------------- | --------------------- | --------------------------- | ------------------------ | ---------------------------- | ------------------------- |
| 1ª etapa (Thomas de Gendt)    | Thomas de Gendt       | Thomas de Gendt             | Thomas de Gendt          | Pierre Latour                | Lotto Soudal              |
| 2ª etapa (Arnaud Démare)      | Thomas de Gendt       | Thomas de Gendt             | Sonny Colbrelli          | Pierre Latour                | Lotto Soudal              |
| 3ª etapa (Koen Bouwman)       | Thomas de Gendt       | Thomas de Gendt             | Arnaud Démare            | Pierre Latour                | Lotto Soudal              |
| 4ª etapa (CRI) (Richie Porte) | Thomas de Gendt       | Thomas de Gendt             | Arnaud Démare            | Sam Oomen                    | Movistar                  |
| 5ª etapa (Phil Bauhaus)       | Thomas de Gendt       | Koen Bouwman                | Arnaud Démare            | Sam Oomen                    | Movistar                  |
| 6ª etapa (Jakob Fuglsang)     | Richie Porte          | Koen Bouwman                | Arnaud Démare            | Emanuel Buchmann             | Ag2r La Mondiale          |
| 7ª etapa (Peter Kennaugh)     | Richie Porte          | Koen Bouwman                | Arnaud Démare            | Emanuel Buchmann             | Ag2r La Mondiale          |
| 8ª etapa (Jakob Fuglsang)     | Jakob Fuglsang        | Koen Bouwman                | Arnaud Démare            | Emanuel Buchmann             | Ag2r La Mondiale          |
| Final                         | Jakob Fuglsang        | Koen Bouwman                | Arnaud Démare            | Emanuel Buchmann             | Ag2r La Mondiale          |

## UCI World Ranking
El Critérium del Dauphiné otorga puntos para el UCI WorldTour 2017 y el UCI World Ranking, este último para corredores de los equipos en las categorías UCI ProTeam, Profesional Continental y Equipos Continentales. Las siguientes tablas son el baremo de puntuación y los corredores que obtuvieron puntos:
| Posición              | 1.ª | 2.ª | 3.ª | 4.ª | 5.ª | 6.ª | 7.ª | 8.ª | 9.ª | 10.ª |
| Clasificación general | 500 | 400 | 325 | 275 | 225 | 175 | 150 | 125 | 100 | 85   |
| Por etapa             | 60  | 25  | 10  |     |     |     |     |     |     |      |
| Líder                 | 10  |     |     |     |     |     |     |     |     |      |

| Clasificación | Clasificación      | Clasificación     | Clasificación | Clasificación | Clasificación | Clasificación |
| Posición      | Ciclista           | Equipo            | General       | Etapa         | Líder         | Total         |
| ------------- | ------------------ | ----------------- | ------------- | ------------- | ------------- | ------------- |
| 1.º           | Jakob Fuglsang     | Astana            | 500           | 120           | -             | 620           |
| 2.º           | Richie Porte       | BMC Racing        | 400           | 85            | 20            | 505           |
| 3.º           | Daniel Martin      | Quick-Step Floors | 325           | 25            | -             | 350           |
| 4.º           | Chris Froome       | Sky               | 275           | 10            | -             | 285           |
| 5.º           | Fabio Aru          | Astana            | 225           | -             | -             | 225           |
| 6.º           | Romain Bardet      | Ag2r La Mondiale  | 175           | -             | -             | 175           |
| 7.º           | Emanuel Buchmann   | Bora-Hansgrohe    | 150           | -             | -             | 150           |
| 8.º           | Louis Meintjes     | UAE Emirates      | 125           | 10            | -             | 135           |
| 9.º           | Alejandro Valverde | Movistar          | 100           | 10            | -             | 110           |
| 10.º          | Thomas de Gendt    | Lotto Soudal      | -             | 60            | 50            | 110           |